# رونالد كروفورد
رونالد كروفورد (بالإنجليزية: Ronald Crawford)‏ هو لاعب كرة الماء أمريكي، ولد في 6 ديسمبر 1939، وتوفي في 20 ديسمبر 2015.

## وصلات خارجية
- رونالد كروفورد على موقع الاتحاد الدولي للسباحة (الإنجليزية)
- رونالد كروفورد على موقع قاعة مشاهير السباحة الأمريكية (الإنجليزية)
- رونالد كروفورد على موقع اللجنة الأولمبية الدولية (الإنجليزية)
- رونالد كروفورد على موقع أوليمبيديا (الإنجليزية)